# Godzilla (desenho animado)
Godzilla The Series (Godzilla: A série no Brasil) foi uma série animada produzida pela Adeliade Productions que inicialmente era exibida na Fox Kids. O desenho estreou em 12 de setembro de 1998, e é uma continuação direta do filme Godzilla da TriStar Pictures. No Brasil, foi exibido na Rede Globo estreou no programa Angel Mix em julho de 1999. Em Portugal, foi emitido pela TVI nos programas Bataton e Sempre a Abrir. Ele também foi ao ar no Cartoon Network em Portugal. Usando um estilo artístico igual ao de Homens de Preto, a série se centraliza na Equipe de Análise Ambiental Humanitária (HEAT), uma equipe de pesquisa liderada pelo Dr. Nick Tatopoulos já que eles enfrentam criaturas gigantescas que aparecem com frequência ao redor do mundo após os eventos descritos no filme. Godzilla, o único bebê que sobreviveu a destruição do Madison Square Garden no filme original, vê Nick como seu pai e fornece o "músculo" contra os outros monstros flagrados pelo elenco humano, muito no espírito dos filmes japoneses da era Showa e no desenho da Hanna-Barbera. Também mais coisas mantendo a imagem japonesa foram o bafo atômico ( semelhante a chamas de fogo) do Godzilla (ausente no filme, apesar de algumas controvérsias) e o espírito de luta.
A série também introduziu novos personagens: Monique Dupre, uma agente secreta francesa incentivada por Philippe Roache para cuidar do Godzilla e da equipe HEAT, e Randy Hernandez, o operário interno de Nick especialista em hackear computadores. Também, durante a série, Nick se apresenta com o seu bordão: "VAI! VAI! VAI!"
Apesar do fracasso comercial do filme de 1998, a série animada fez sucesso de audiência e foi elogiada pelos fãs que rejeitaram o filme. No entanto, a série foi cancelada devido à competição entre Digimon e Pokémon.

## Personagens

### HEAT
- Dr. Nico "Nick" Tatopoulos - Líder da HEAT, pai adotivo de Godzilla. Ele ganhou boa reputação por salvar Nova Iorque do Godzilla original. Embora aja pouco como figura paterna do Godzilla.
- Monique Dupre - Nacionalidade Vietnã/França, ela é a melhor agente de Philippe no Serviço Secreto Francês. Se especializa em combate mão-a-mão e infiltração. No início, sua missão era ter Godzilla destruído, mas seu coração se viu mudado após o monstro salvá-la. Ela nutre uma paixão por Randy, embora recusa isso. No último episódio ela o beija para fazê-lo calar a boca.
- Randall "Randy" Hernandez - O trabalhador interno de Nick. Ele tem o seu talento em tecnologia. Nutre uma paixão pela Monique Dupre, mas ele é rejeitado.
- Dr. Mendel Craven - Um frangote que aparentemente morre de medo de tudo o que vê pela frente. Ele tem uma grave paixão por Elsie desde que ela estava na equipe durante os eventos do filme. Como engenheiro da equipe, seu papel consiste primariamente em lidar com robótica e mecânica, apesar de também ter se mostrado como um alquimista hábil nos momentos mais críticos (notavelmente quando Godzilla foi envenenado e um remédio teve de ser fabricado). Embora no início morra de medo profundo do Godzilla, sob a rumo da série ele começa a confiar mais no monstro como aliado.
- Dra. Elsie Chapman - Uma dos membros originais da equipe do Nick, ela é mais cínica na série. Além disso, ela desenvolveu sua atração por Mendel.
- NIGEL - Criado por Mendel como um robô de análise, NIGEL foi reprogramado por Randy para ter mais personalidade. É quase sempre destruído em todo episódio (e posteriormente reconstruído, para ser assumido) o que o transforma em sua versão de Kenny McCormick.
- Godzilla - Gojira, como é chamado no Japão. O único sobrevivente descendente do Godzilla do filme. Devido à presença do Nick em seu nascimento, Godzilla vê Nick como seu pai. Portanto, Godzilla é muito protetivo dele, e Nick tem a habilidade de comandar Godzilla em certos momentos, que fica de mãos cheias quando a equipe precisa de ajuda para enfrentar outro monstro gigante.

### Aliados
- Major Anthony Hicks - Desenvolvedor do programa Godzilla, para salvar o mundo de mutações.
- Audrey Timmonds - Amiga de colégio de Nick e ex-mulher, cuja carreira como uma repórter frequentemente lidera para o conflito em sua relação. Sua conexão com o Godzilla é desconhecida. Em uma linha de tempo alternativa em que o DRAGMA conquistou o planeta, ela se casou com outro homem.
- Victor "Animal" Palotti - Cameraman das Notícias do Canal 8 de Nova Iorque e colega de Audrey. Obviamente toma muitas xícaras de café após se meter em riscos com câmera (um no filme, quando quase foi pisoteado vivo pelo Godzilla original). Em uma linha de tempo alternativa, ele foi degolado pelo DRAGMA enquanto filmava a detonação.
- Philippe Roache - Agente do serviço secreto francês que ajuda Nick a matar o Godzilla original no filme. Foi ele quem enviou Monique para vigiar a equipe HEAT.
- Dra. Yukiko Ifukube - Líder de uma unidade especial japonesa, igual a HEAT . O nome "Gojira" a meteu em uma discussão com Randy. Também tem uma atração por Mendel, muito para a consternação da Elsie. Sua criação, o Robô Iéti, é usado para defender o Japão de monstros mutantes. Ela comanda o Robô Iéti por um controle remoto que carrega consigo. Quando o Robô Iéti (um tributo a Mecha-Kong) é derrotado pelo King Cobra, ela fica chateada. Mendel a consola dizendo "Eu sei como você se sente". Seu sobrenome provavelmente é uma referência à Akira Ifukube, compositor da trilha sonora de vários filmes de Godzilla.

### Vilões
- Cameron Winter - Provavelmente o mais asqueroso e o mais violento vilão da série, com um complexo de Lex Luthor. Um antigo colega de Nick. Ele o chama de "Níqueis" porque assumiu que o campo de trabalho de Nick se desvalorizaria até que ele terminasse só com os níqueis em seu bolso. Ele é um magnata tecnológico que quer usar Godzilla para suas próprias necessidades. Primeiramente, tentou usar suas ciber-moscas para controlar Godzilla, mas foi obstruído por Randy. Apesar de sua captura, usando sua influência, sua sentença foi reduzida a nada exceto serviço comunitário. Seu 2° encontro com a HEAT foi a criação do monstro genético conhecido como "Camaleão" que quase se parece com Godzilla, mas que tem 3 defesas no seu rosto. O monstro foi morto por Philippe. Quando Nick o atacou, trancou o mesmo em sua base submarina e iniciou a sequência de auto-destruição e fugiu. Na última vez que a equipe o encontrou, ele criou as unidades de Matadores de Lagartos para surrar Godzilla. Também tomou o controle da vigilância da HEAT. No entanto, com os esforços combinados da equipe, seus soldados foram derrotados. Ainda assim, a vitória durou pouco quando o exército quis a produção em massa das unidades, deixando o clima tenso. A disputa entre ele e Nick permanece sem solução devido ao cancelamento da série.
- Dale, Bill e Hank, os Caçadores de Pescoços Vermelhões - Os caçadores de criaturas que desembarcaram em Nova Iorque para caçar Godzilla. Eles são os responsáveis pelas cenas de humor do desenho. Dale é o líder, Bill é o homem do meio e Hank é um modelo. Armados com as pistolas incendiárias, eles caçaram sem sucesso Godzilla e destruíram o edifício Chrysler novinho em folha. O dano os levou para a prisão. Posteriormente foram libertados por Cameron Winter para pilotar as unidades de Matadores de Lagartos, apenas para serem usados como um álibi para Winter, o que os levou para a prisão de segurança máxima.
- Os alienígenas Leviathans - Uma antiga raça de alienígenas psiquicamente poderosos. Sua nave, a Leviatã, caiu na Terra perto do fim do Cretáceo. Eles tentaram conquistar o planeta usando um transmissor de táquions para controlar os monstros e permitir que sua frota invadisse a terra, usando inclusive um Godzilla ciborgue (construído a partir do corpo do Godzilla original). Foram derrotados pelo HEAT e forçados a recuar, provavelmente para sempre.Ver também Godzilla: The Series, jogo feito baseado na série pela Crawfish Interactive.

## Monstros
Durante a série são mostrados vários outros monstros gigantes além de Godzilla . Abaixo há uma lista citando alguns deles: 
- Espírito do pântano: pode lançar uma lama grudenta das costas, tem uma forte mordida e tamanho e força parecida com de Godzilla. Sua aparência mistura a de um sapo, de crocodilo e de plantas. Apareceu em somente um episódio e não se sabe o que houve com ele depois.
- Morcego gigante: pode voar e possui  gritos sônicos muito perigosos. Está preso na Ilha dos monstros (uma antiga base Leviathan na Terra onde o governo dos EUA guarda alguns dos monstros que Godzilla enfrentou)
- Cupins mutantes: uma raça de cupins gigantes que aparecem de tipos diferentes (soldados,operários e uma rainha).Foram propositadamente mortos em uma explosão.
- Vírus mutante: de tamanho gigantesco; infectou  godzilla em sua única aparição (neste mesmo episódio é morto por Godzilla).
- Monstro da neve: seres peludos que cavam túneis no gelo, o derretendo com seu calor corporal intenso. Sua aparência lembra um pouco as toupeiras.
- Chameleon : esse camaleão mutante é muito parecido o Godzilla original e pode se camuflar muito bem (mesmo com 90m de altura).
- Nanorobôs: uma massa laranja e enorme de minúsculos robôs que fugiram do controle e quase devoraram Nova York. Foram detidos com o uso de um vírus de computador.
- Escorpião gigante: uma arma mutante criada pelo exército. Pode larçar ácido e veneno pelo seu ferrão.
- Escorpiões bebês: criados pelo exército apos o escorpião gigante ter fracassado (como era do tamanho de Godzilla não podia ser levado a lugar nenhum ). Tem os mesmos poderes do escorpião gigante. Eles mataram o gigante e eles mesmos no final do episódio.
- Godzilla Ciborgue/ Cyber-Zilla : criado pelos aliens Leviathans  com os restos mortais do pai do Godzilla júnior. Pode lançar chamas azuis,além de poder lançar mísseis graças a sua parte robótica.Acabou novamente morto pelo filho.
- Godzilla Júnior / Zilla Júnior :  nascido do único ovo do Godzilla original que não foi destruído. Ele pode lançar chamas verdes pela boca.
- Cigara íbrida : voa e pode causar interferência elétrica ao bater as assas. Em seu estágio original era um verme subterrâneo gigante.
- El Gusano gigante : criado por venenos que deveriam mata-lo e quase mataram Godzilla. Esse verme é enorme e fica mais forte a medida que e envenenada pelo que a transformou em monstro.
- Abelhas gigantes: uma colônia de abelhas de grande tamanho em que a maior e única sobrevivente é a rainha. Viviam em uma ilha junto de plantas mutantes.
- Plantas mutantes: foram contaminadas pela lava de um vulcão que foi usado de depósito de lixo nuclear. São polenisadas pelas abelhas mutantes oque espalha ainda mais mutações. Afundaram junto da ilha onde cresciam.
- Diabo espinhoso:  fugiu da área 51 (nessa série ela é uma área de teste nuclear antiga e por isso cheia de mutantes).Tem o poder de lançar os espinhos da carapaça de suas costas, seu ponto fraco é sua barriga desprotegida. Depois de o virar Godzilla conseguiu o matar com suas chamas.
- Crustáceo Rex:  sua aparência mistura uma lula,  um caranguejo e uma tartaruga marinha. Suas patas traseiras são muito curtas e fracas,  por isso ele anda com as dianteiras. Em sua barriga há quatro tentáculos que usa para lutar. Ele vivia na água, mas se adaptou muito bem à vida na terra. Está preso na ilha dos monstros.